# Айя-Напа

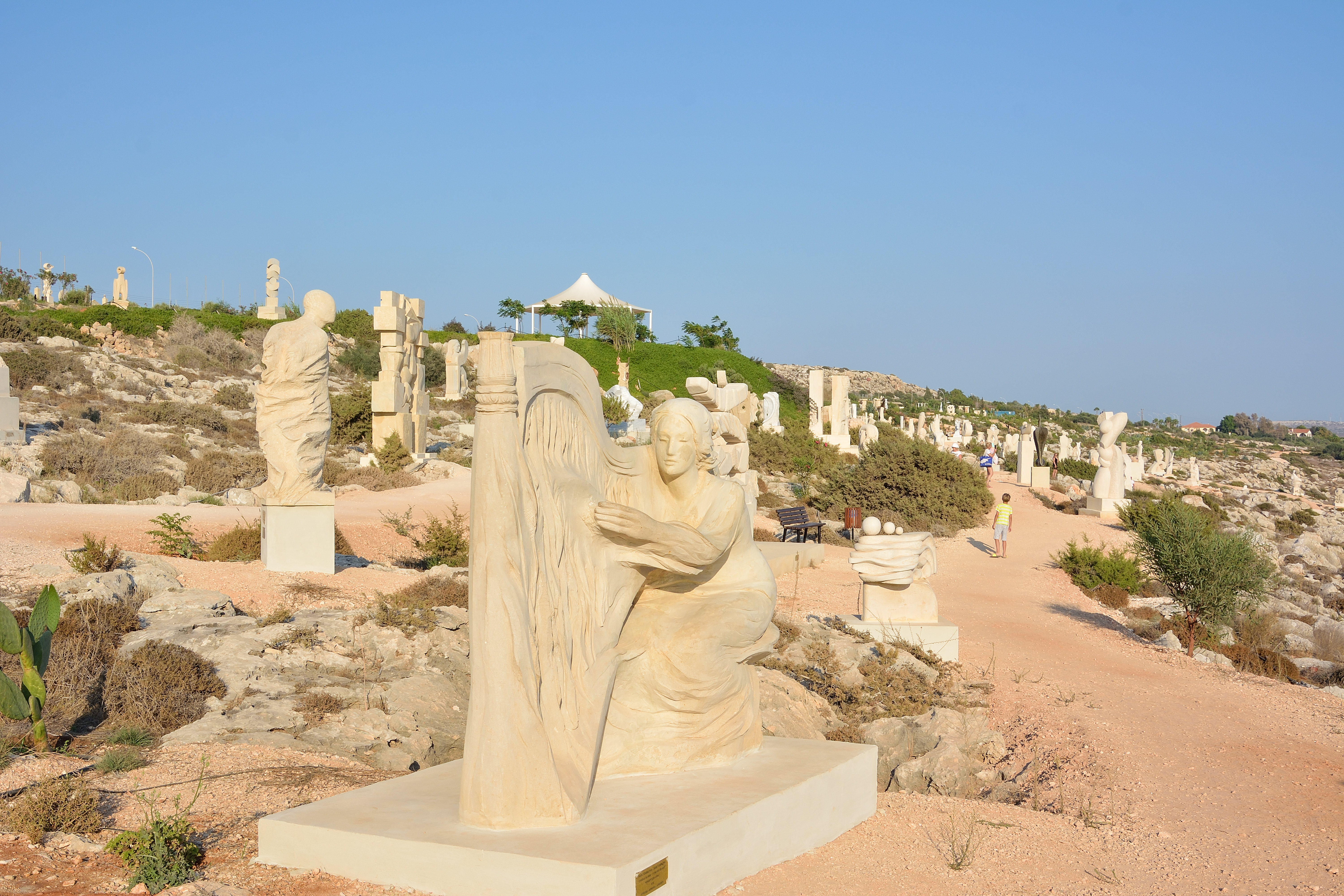

Айя-Напа, или Айи́я-На́па (греч. Αγία Νάπα, — курорт на Кипре, расположенный в его восточной части, в 8 километрах от Протараса.

## Этимология
Название Айя-Напа происходит от расположенного в центре деревни одноимённого монастыря, основанного при венецианцах. Слово «Айя» (Agia) переводится с греческого «святая», слово «напа» архаично и означает «древесная аллея». В древние времена район, окружающий город, был покрыт густым лесом.

## История
Поселение на этом месте существовало с византийских времён. В XIV веке был основан монастырь.

## География
Айя-Напа расположена рядом с мысом Греко в восточной части Кипра, к югу от Фамагусты, и образует часть большого района, известного как Коккинокория (имя, связанное с красным цветом почвы). Деревня входит в район Фамагусты, точнее, с начала турецкой оккупации в 1974 — в оставшуюся южную часть этого района. Айя-Напа расположена в 8 километрах от Протараса, деревни, которой по своему развитию похож на неё, но ориентирован преимущественно на семейный отдых и местное население.

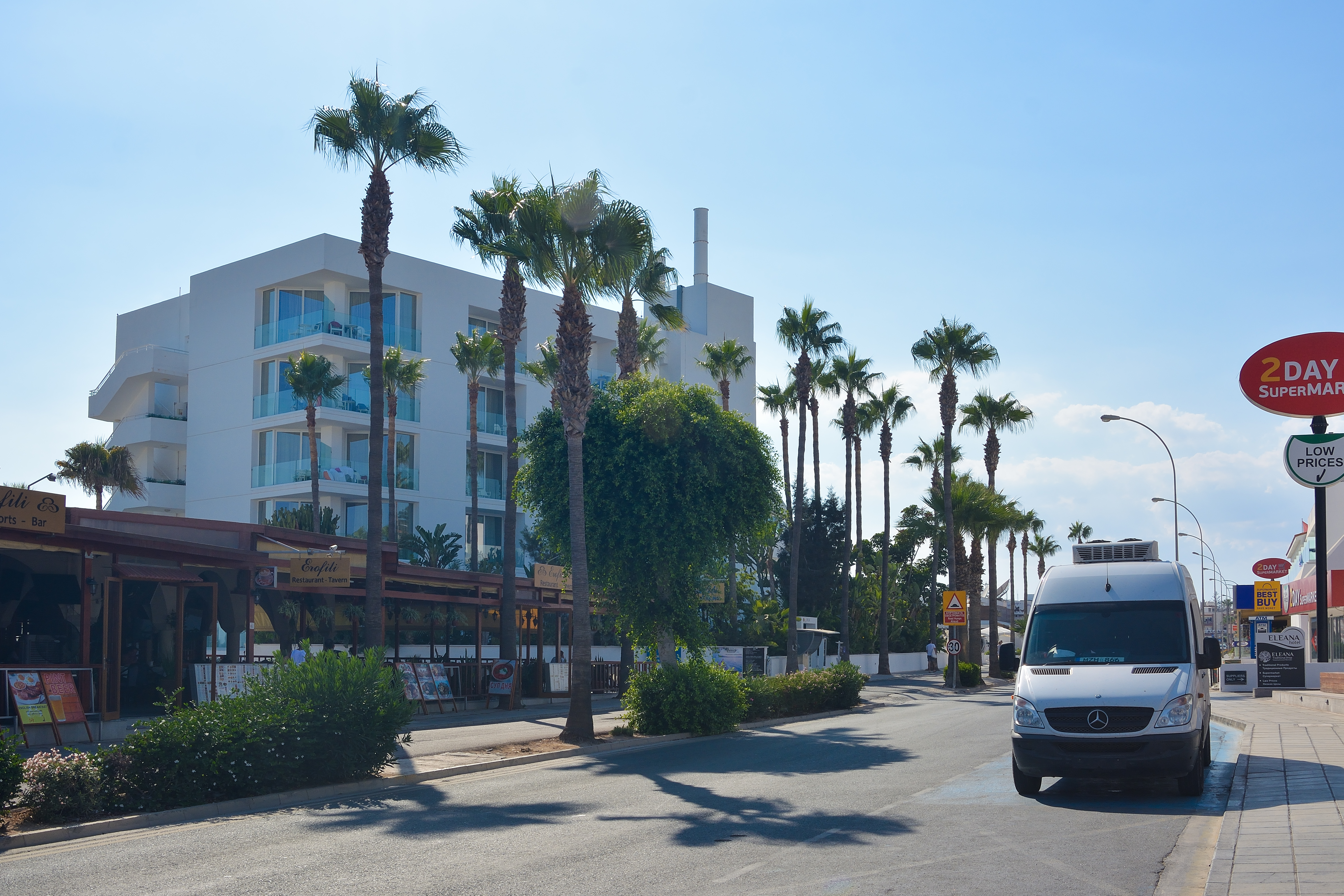
Улица Kriou Nerou

## Храмы и монастыри
В самом центре деревни расположен старинный монастырь Айя-Напа. Монастырь, а за ним и местность, получили такое название благодаря иконе «Панагия Напа» (можно перевести как «Пресвятая Богородица (из) леса»), найденной в лесу. Согласно одной из версий, в пещере, где теперь располагается церковь, охотник нашёл чудотворную икону Пресвятой Богородицы. Собака охотника первой заметила светящуюся икону и, остановившись перед ней, начала настойчиво лаять, привлекая внимание хозяина. Узнав об обнаружении иконы, многочисленные верующие начали посещать это место в пещере. По всей вероятности, икона была помещена в пещеру в период иконоборчества (VII—VIII век н. э.) и благодаря этому была спасена. В XIV веке пещера была надстроена и таким образом был основан монастырский храм. Со временем имя иконы стали называть Айя Напа.
Пещера, тайник и источник свидетельствуют о существовании христианской общины с византийских времен. Имя Айя-Напа упоминается впервые в 1366 году, но, по имеющимся данным, применялось к данной местности и ранее. Монастырь в его теперешней форме был основан в XV веке во времена венецианского правления на Кипре.
Сейчас монастырь действует только как музей. Ежедневные службы Кипрской православной церкви проводятся в новом храме, построенном в 50 метрах от монастыря. Здесь можно исповедоваться и причаститься.

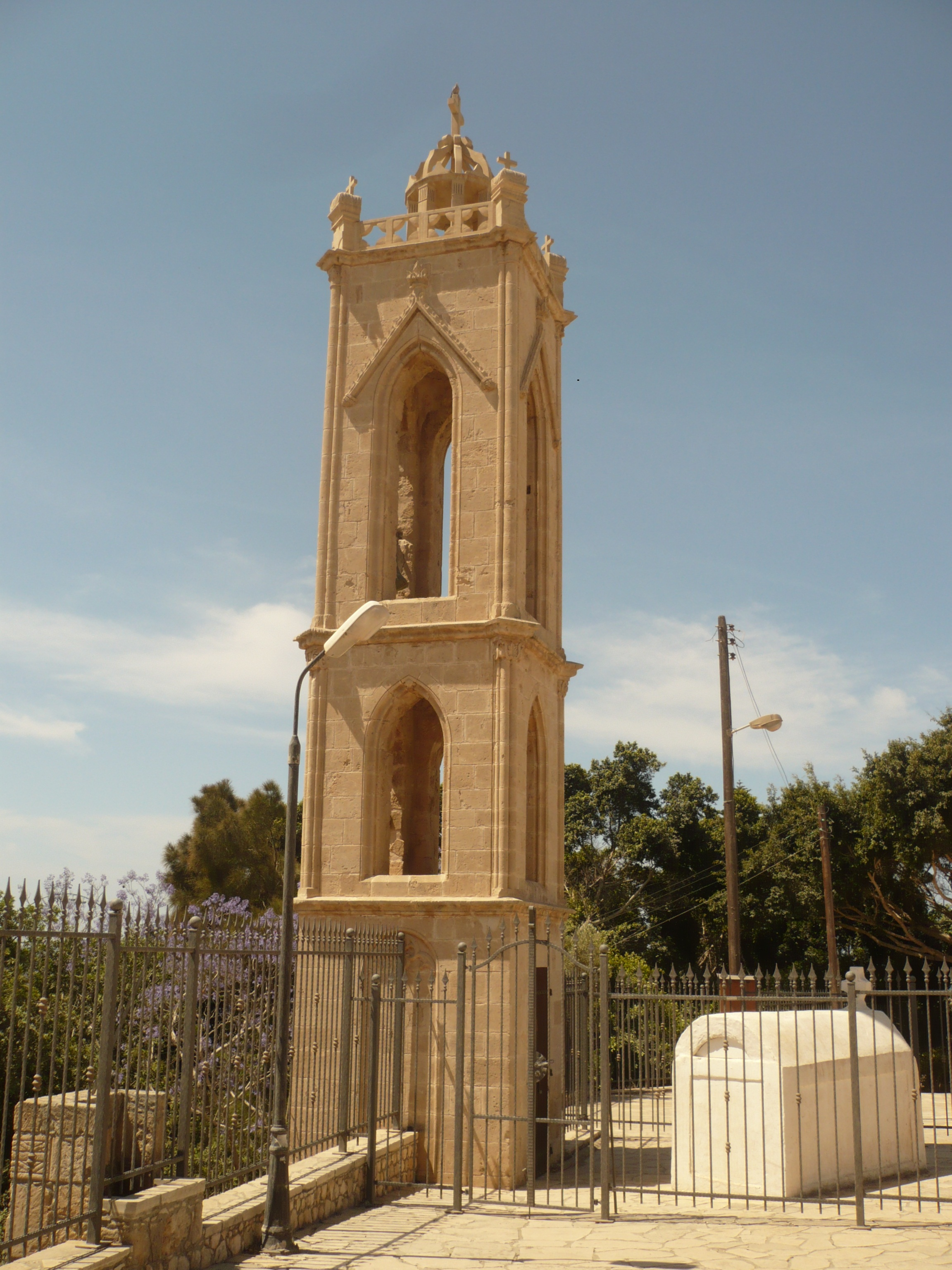
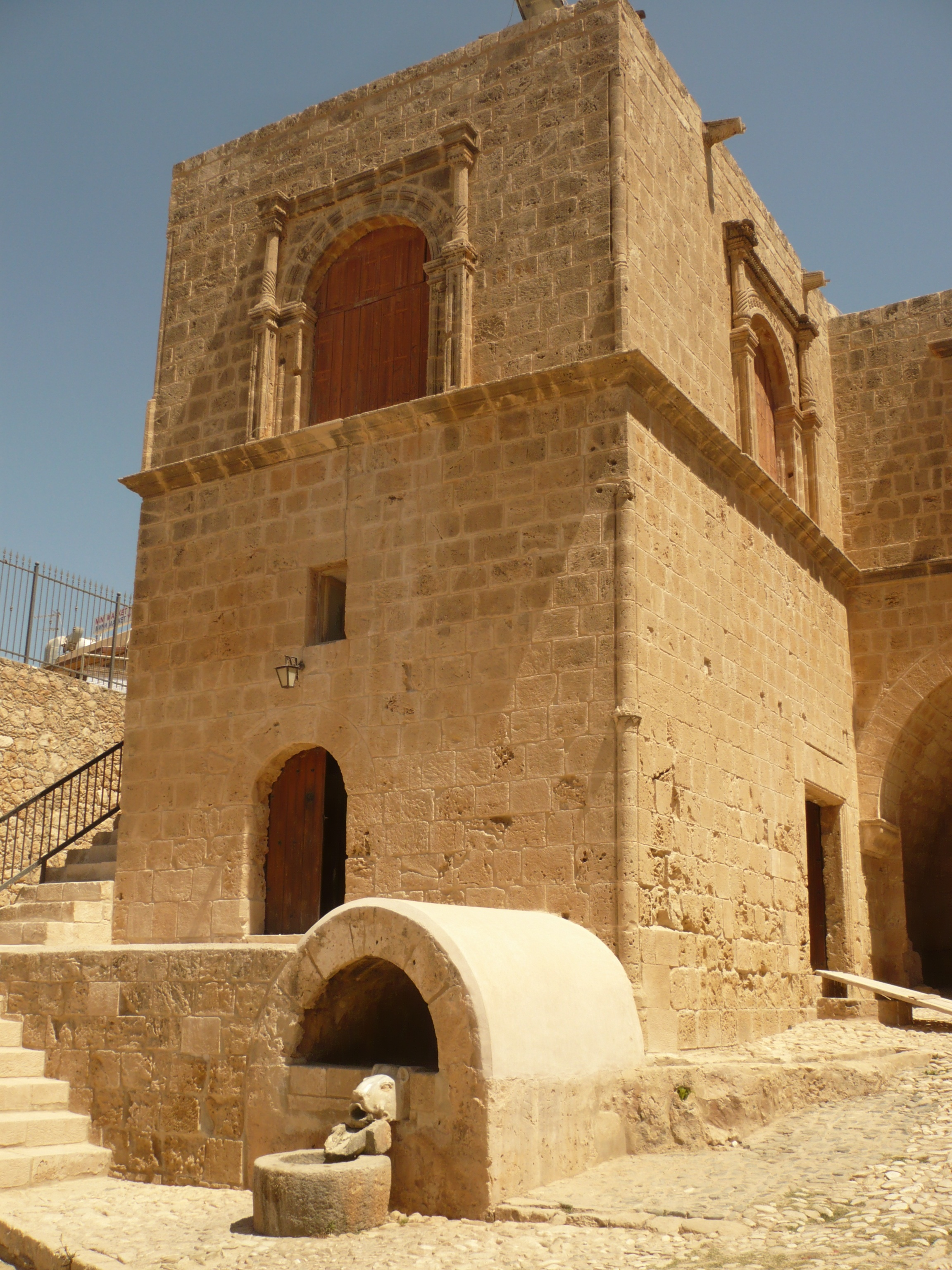
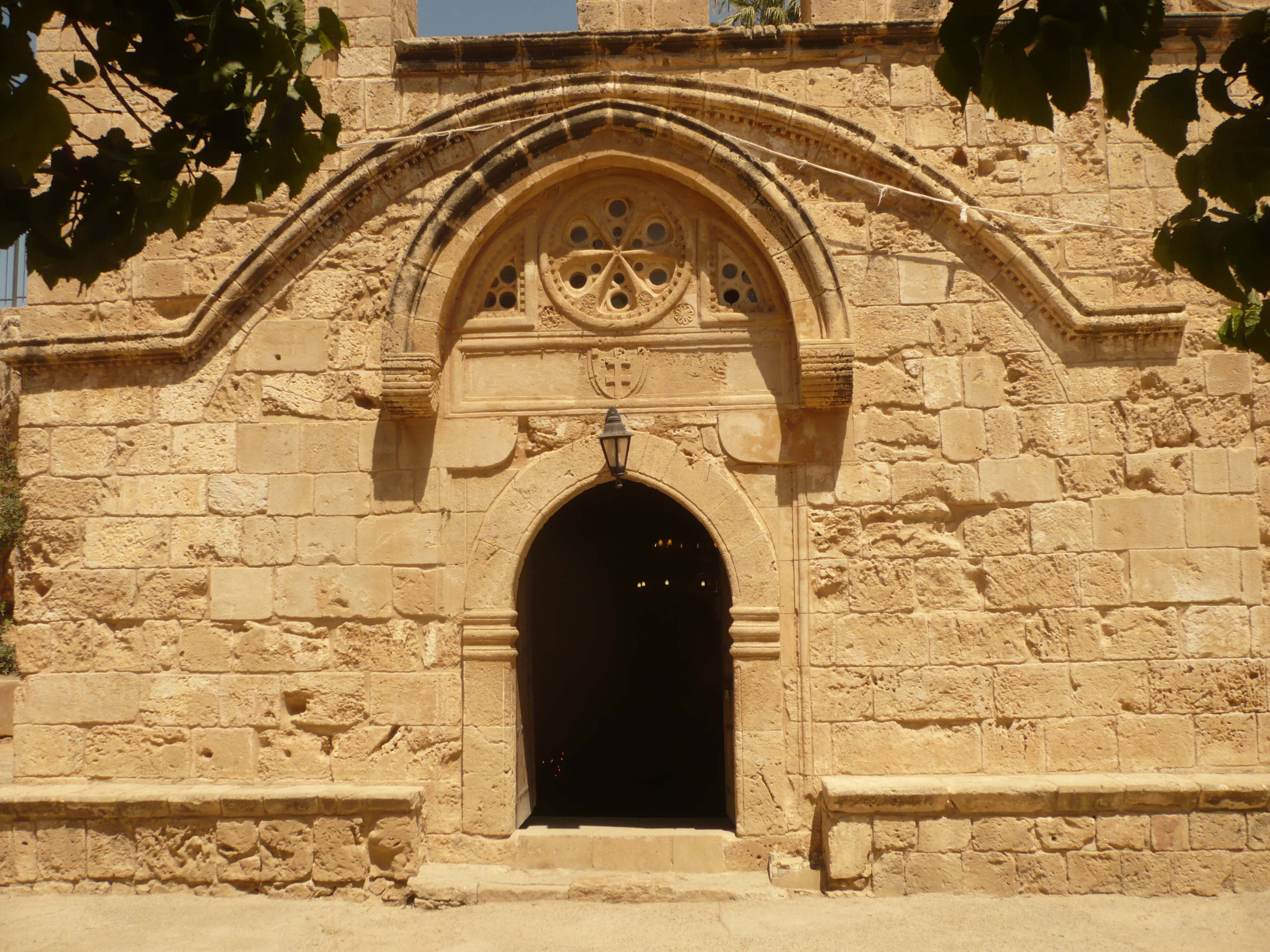
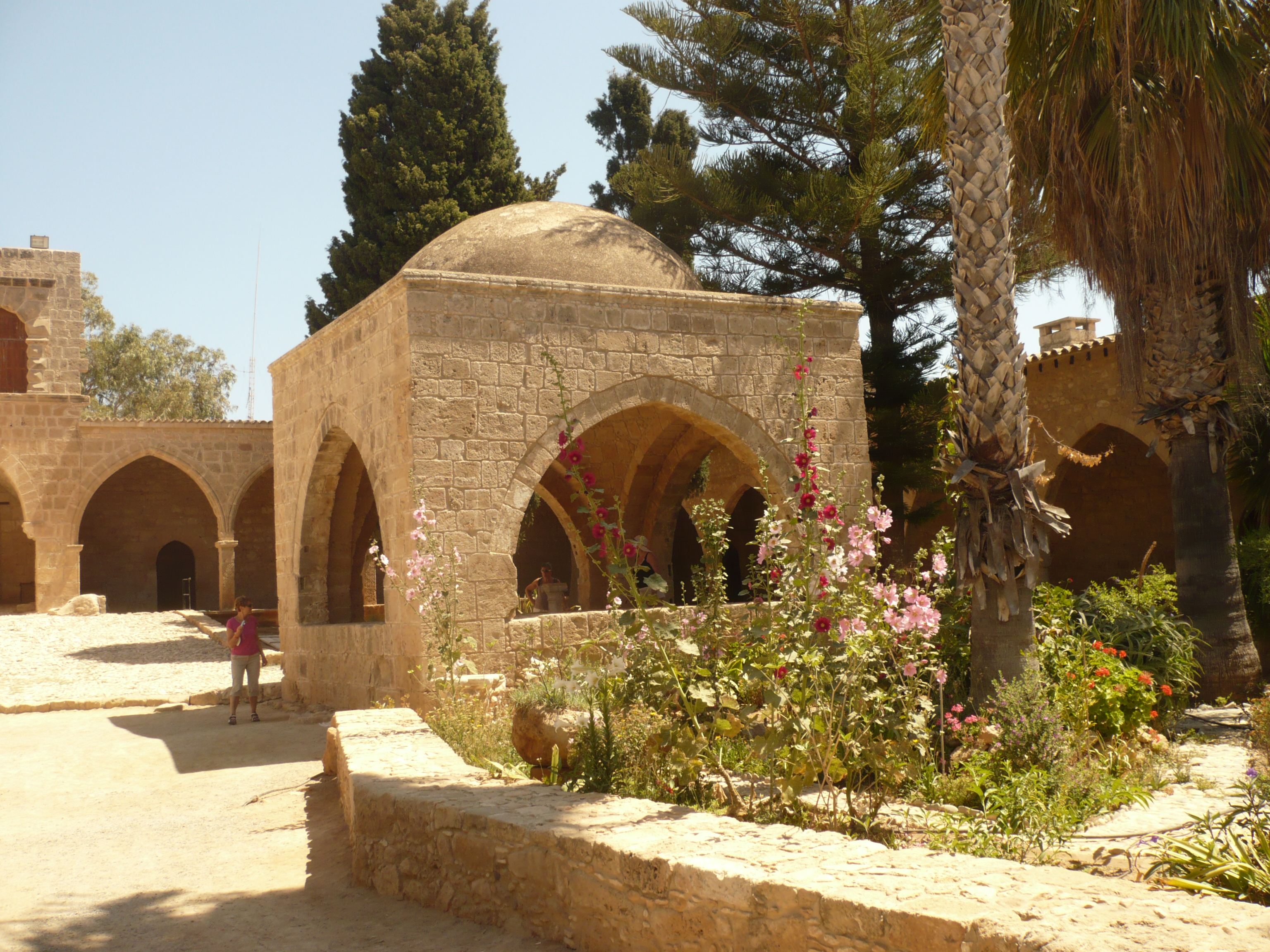

## Туризм

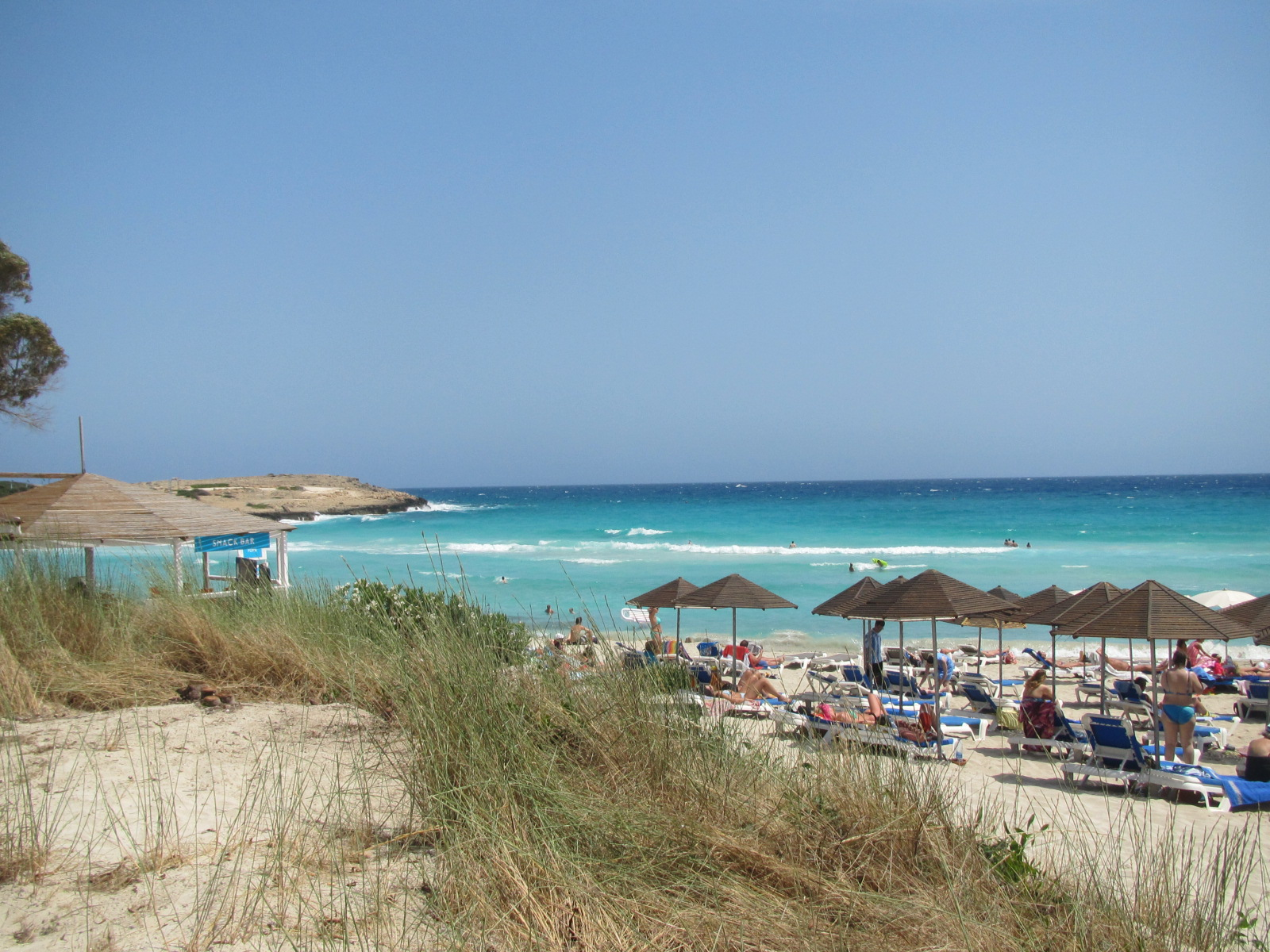
Пляж Нисси

Айя-Напа является крупнейшим туристическим курортом на Кипре, с вместимостью 27 000 человек и более чем 175 отелями и апартаментами всех размеров. В 2017 году курорт принял более 700 000 туристов и разместил 5 миллионов ночевок, что составляет примерно 30 % от всех ночевок на Кипре.
Начиная со второго десятилетия XXI века, при мэре Яннисе Карусосе, город стремился расширить туристические предложения и объявил о своей цели препятствовать шумным группам молодых туристов и стать "лучшим и самым космополитичным туристическим курортом Средиземноморья. С 2013 года он закрыл проблемные заведения, модернизировал инфраструктуру, отели и рестораны, а также добавил такие объекты, как новая пристань для яхт и подводный музей.
Видение, установленное городом, поддерживается Кипрской туристической стратегией, которая была завершена в марте 2017 года и направлена на то, чтобы Айя-Напа считалась одним из трех лучших мест отдыха на пляжах и в ночных клубах Европы, предлагающих лучший пляжный и морской отдых на Кипре для молодежи, дополненный пляжными клубами международного стандарта и ночной жизнью. Стратегия оценивала тогдашнее качество Айя-Напы как 3,4/5 и предлагала планировать повышение его качества до 4,4/5.
Айя-Напа была признана Оксфордской бизнес-ассамблеей одним из лучших городов, а в 2018 году была награждена Международным флагом инвестиционной и инновационной привлекательности «Флаг Европы» и Международным сертификатом передового опыта в области инвестиций и инноваций (ICEII).

### Пляжи
На курорте 27 пляжей, из которых 14 были удостоены награды Голубой флаг, больше, чем на любом другом курорте Кипра. Сам остров также занимает второе место по количеству Голубых флагов в мире, уступая только Хорватии. В 2011 году пляж Нисси возглавил список лучших пляжей Европы по версии TripAdvisor. В 2017 году пляж Макрониссос был выбран еженедельником Travel Weekly третьим лучшим пляжем Кипра и Греции. В 2018 году было объявлено, что пляж Нисси занял третье место в списке самых популярных пляжей в Instagram. В статье CNN пляж Нисси был признан лучшим пляжем для посещения в июле 2018 года.

### Пристань
Первый камень в фундамент пристани для яхт Айя-Напы был заложен 30 сентября 2016 года. Это был крупнейший частный проект на Кипре в то время, и ожидается, что он обойдется в 250 миллионов евро и будет завершен в 2021 году. Основным инвестором является египетский магнат Нагиб Савирис на церемонии основания мэр Яннис Карусос вручил Савирису золотой ключ от города.